# Westwood (Los Angeles)

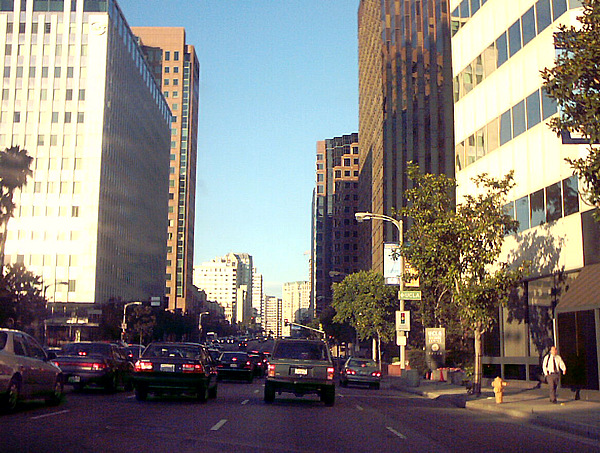
Un tratto di Wilshire Boulevard a Westwood

Westwood è un distretto occidentale del municipio di Los Angeles. Sviluppato dalla famiglia Janss negli anni venti, è noto soprattutto per essere la sede dell'Università della California (UCLA). È abitato da una consistente comunità persiana. La parte più orientale del distretto è spesso ritenuta essere un quartiere distinto, denominato Holmby Hills.